# Stade Ademir-Cunha
Le stade Ademir-Cunha (en portugais : Estádio Ademir Cunha), également surnommé Cunhão, est un stade de football brésilien situé dans la ville de Paulista, dans l'État du Pernambouc.
Le stade, doté de 12 000 places et inauguré en 1982, sert d'enceinte à domicile aux équipes de football de l'América Futebol Clube et de l'Íbis Sport Club.
Le stade porte le nom d'Ademir Cunha, ancien maire de la ville et gouverneur de l'État.

## Histoire
La décision de construire un stade à cet endroit est prise en 1980.
La construction est achevée en 1982, et le stade est inauguré le 10 mai 1982, lors d'une défaite 2-0 des locaux du Paulistano contre le Sport (le premier but au stade étant inscrit par le joueur Betinho). En plus du match, trois hommages ont été rendus le jour-même, d'abord aux ouvriers ayant construits le stade, ainsi qu'aux journalistes Adônis de Moura et Rubem Moreira (les journalistes ont chacun donnés leur nom à une tribune du stade).
Un affrontement a lieu au stade (blessant 15 supporters) le 8 janvier 2006 à l'occasion du match entre les Estudantes de Timbaúba et le Sport.
Pour des raisons de sécurité, la capacité du stade a ensuite été réduite de 20 000 à 12 000 places. En raison du manque d'entretien, il est fermé provisoirement en 2006 par arrêté du ministère public. 
Grâce à un partenariat entre l'América-PE et la municipalité de Paulista, des travaux de rénovations sont réalisés dans le stade. En deux mois, la structure des gradins et les vestiaires sont restaurés afin que le club puisse jouer ses matchs à domicile.